# Four Corners

Cele patru state care se întâlnesc în locul numit Four Corners, Arizona, Utah, Colorado și New Mexico (în sens orar, începând cu stânga jos)

 Four Corners, expresie engleză care se traduce prin etimologicul „Patru colțuri”, este o regiune din Statele Unite care se referă la nord-estul statului Arizona, sud-estul statului Utah, sud-vestul statului Colorado și nord-vestul statului New Mexico, zone care se întâlnesc în același punct. Cu toate că teritoriul principal al Statelor Unite este format din aproape 50 de state învecinate, acesta este singurul punct comun pentru patru state americane.
Cele 4 granițe ale statelor Arizona, Utah, Colorado și New Mexico se întâlnesc aici formând o cruce cu patru unghiuri drepte. În acest punct a fost plasat monumentul Four Corners Monument. Zona este, în general, aridă și slab populată.
Cea mai mare parte a regiunii înconjurătoare cuprinde zone aparținând nativilor amerindieni. Două dintre aceste grupuri sunt Navajo și Ute Mountain. Capitala economică și cel mai mare oraș al regiunii este Farmington, New Mexico.

## Geografie

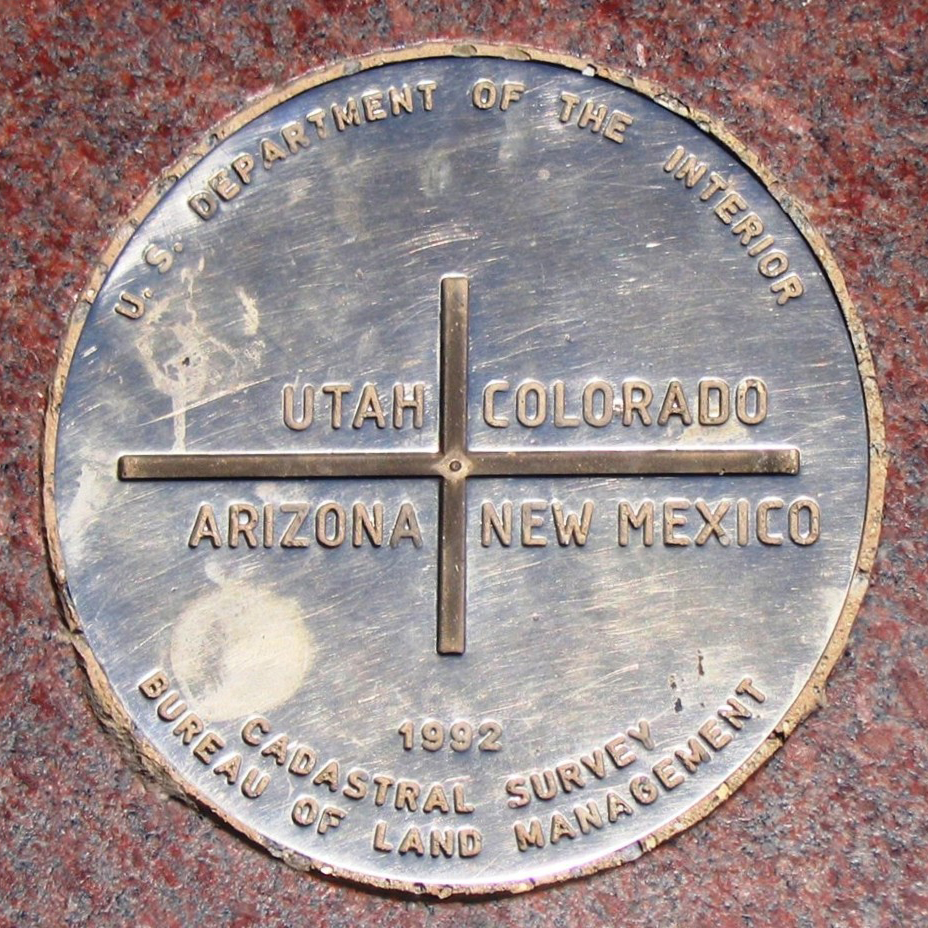
Monumentul Four Corners Monument

Zona Four Corners este definită ca un cerc aflat în jurul monumentului Four Corners Monument, care se găsește la coordonatele 36°59′56,31532″N 109°02′42,62019″V / 36.98333°N 109.03333°V
Zona este parte a Platoului Colorado de mare altitudine. Ca atare, locul este centrul unui anumit tip de climat care este specific platoului și care apoi se extinde spre est și spre statele americane numite statele montane. Acest climat favorizează zăpada și ploile de-a lungul întregii zone de mijloc a Statelor Unite.
Zonele protejate din regiunea celor Patru colțuri includ și Canyon de Chelly National Monument, Hovenweep National Monument, Mesa Verde National Park și Monument Valley. Lanțuri montane din această zonăcuprind și Sleeping Ute, Abajo, Chuska.

## Jurisdicție administrativă
Alături de guvernele celor patru state care se întâlnesc în această zonă, Arizona, New Mexico, Colorado și Utah, și alte două guverne tribale au jurisdicție administrativă: guvernele națiunilor Navajo și Ute Mountain Ute Tribe. Monumentul dedicat zonei (conform The Four Corners Monument) se găsește tot acolo, fiind îngrijit de  Departamenrul de parcuri și distracții al Națiunii Navajo (conform originalului, Navajo Nation Department of Parks and Recreation. Alte națiuni tribale din regiunea Four Corners region includ Hopi și alte triburi din familia tribală Ute. În zona The Four Corners se află și capitala tribală a grupului Navajo în localitatea Window Rock, statul Arizona. Reședința tribală a grupului tribal Ute Mountain (conform originalului, Ute Mountain Ute Tribal headquarters) se găsește în localitatea Towaoc, statul Colorado.

## Orașe, localități
Regiunea [The] Four Corners este mai ales rurală. Punctul economic cel mai important, cea mai mare localitate și singura zonă metropolitană a regiunii este Farmington, statul New Mexico. Localitatea cea mai apropiată de punctul propriu-zis de întâlnire a celor patru state menționate este Teec Nos Pos, Arizona. Alte localități din regiune includ Cortez și Durango din Colorado, Monticello și Blanding din Utah, Kayenta și Chinle din Arizona, respectiv Shiprock, Aztec și Bloomfield din New Mexico.

### Locuri similare
- Triplex, Beba Veche, Timiș, locul de întâlnire a trei țări, România, Serbia și Ungaria
- Treriksröset
- Drielandenpunt